# Cabo Webb

O cabo Webb é um cabo na Antártida Oriental que separa a baía Ainsworth da baía Doolette, também servindo para marcar a oeste a depressão ocupada pela Geleira Ninnis. Descoberto pela Expedição Antártica Australasiática (1911-14) sob o comando de Douglas Mawson, e recebeu o nome de Eric N. Webb da (Vala Subglacial Webb), chefe de magnetismo da Grupo Base Principal da expedição.
 Este artigo incorpora material em domínio público  de United States Geological Survey   , documento "Cabo Webb" (conteúdo do Geographic Names Information System).